# Guds kärlek är det största
Guds kärlek är det största är en psalm med text skriven 1892 av Josef Grytzell och musik skriven 1837 av George James Webb. Texten bearbetades 1986 av Kerstin Lundin

## Publicerad i
- Psalmer och Sånger 1987 som nr 361 under rubriken "Fader, Son och Ande - Gud, vår Skapare och Fader".[1]